# Gajar ka halwa
Gajar ka halwa (Hindi: गाजर का हलवा, Urdu / Punjabi: گاجر کا حلوە), também conhecido como gajrela,  é uma sobremesa tipo pudim associada principalmente com o Norte da Índia e Paquistão.   Ela é feita se colocando cenoura ralada em uma panela com uma quantidade específica de água, leite e açúcar e, em seguida, cozinhando a mistura enquanto se mexe regularmente. Muitas vezes é servida com um enfeite de amêndoas e pistaches. As nozes e outros ingredientes utilizados são primeiramente  salteados no ghee, manteiga clarificada típica do sul Asiático.
A sobremesa é popular em todo o norte da Índia e do Paquistão. É tradicionalmente consumido em todos os festivais na Índia, principalmente no Diwali, Holi e Eid al-Fitr, e servido quente durante o inverno.

## Descrição
Gajar ka halwa é uma combinação de nozes, leite, açúcar, khoya e ghee com cenoura ralada. É uma sobremesa nutritiva com menos gordura (um mínimo de 10.03% e uma média de 12.19%) que muitas outras sobremesas típica do Sul da Ásia.

Em tempo de festa, muitas pessoas preferem pratos e sobremesas vegetarianas. Devido ao seu baixo teor de gordura, características vegetarianas, facilidade de fazer, expiração em tempo médio e gosto, o gajar ka halwa é uma sobremesa popular em toda a Índia. Em 300 gramas de gajar halwa há 268 calorias (76 da gordura, 180 de carboidratos e 16 de proteína).

## Origem
O gajar ka halwa foi introduzido pela primeira vez durante o período Mughal e o nome origina-se do árabe palavra "halwa", que significa "doce"; e como é feito de cenoura (em Hindi: gajar), ele é conhecido como gajar ka halwa (pudim de cenoura, ou Halwa de cenoura).  O doce originalmente continha apenas cenouras, leite e ghee, mas hoje em dia inclui muitos outros ingredientes como mava (khoya).
Existem muitas variações do gajar ka halwa na Índia, no Paquistão e em outras partes do mundo. Embora tradicionalmente inclua açúcar, também está disponível uma variação sem açúcar. Outra variação de gajar ka halwa é halwa de veludo vermelho, em que os principais ingredientes são cenouras e água de rosas.

## Receita e ingredientes
Há muitas variações de gajar ka halwa, mas os seus principais ingredientes são cenoura ralada, leite, o açúcar, khoya, e ghee. A quantidade e a qualidade pode variar de acordo com o gosto pessoal. Há versões onde não se adiciona açúcar. As cenouras devem primeiro ser raladas e, em seguida, secas antes de cozinhar. As cenouras então são colocadas em uma frigideira aquecida com uma quantidade específica de leite ou khoya e açúcar. Após mexer a mistura por 4 a 5 minutos, castanha de caju picadas são adicionadas e 10 a 15 minutos depois, se adiciona ghee. Para finalizar, pode se enfeitar com amêndoas e pistaches.

## Variações

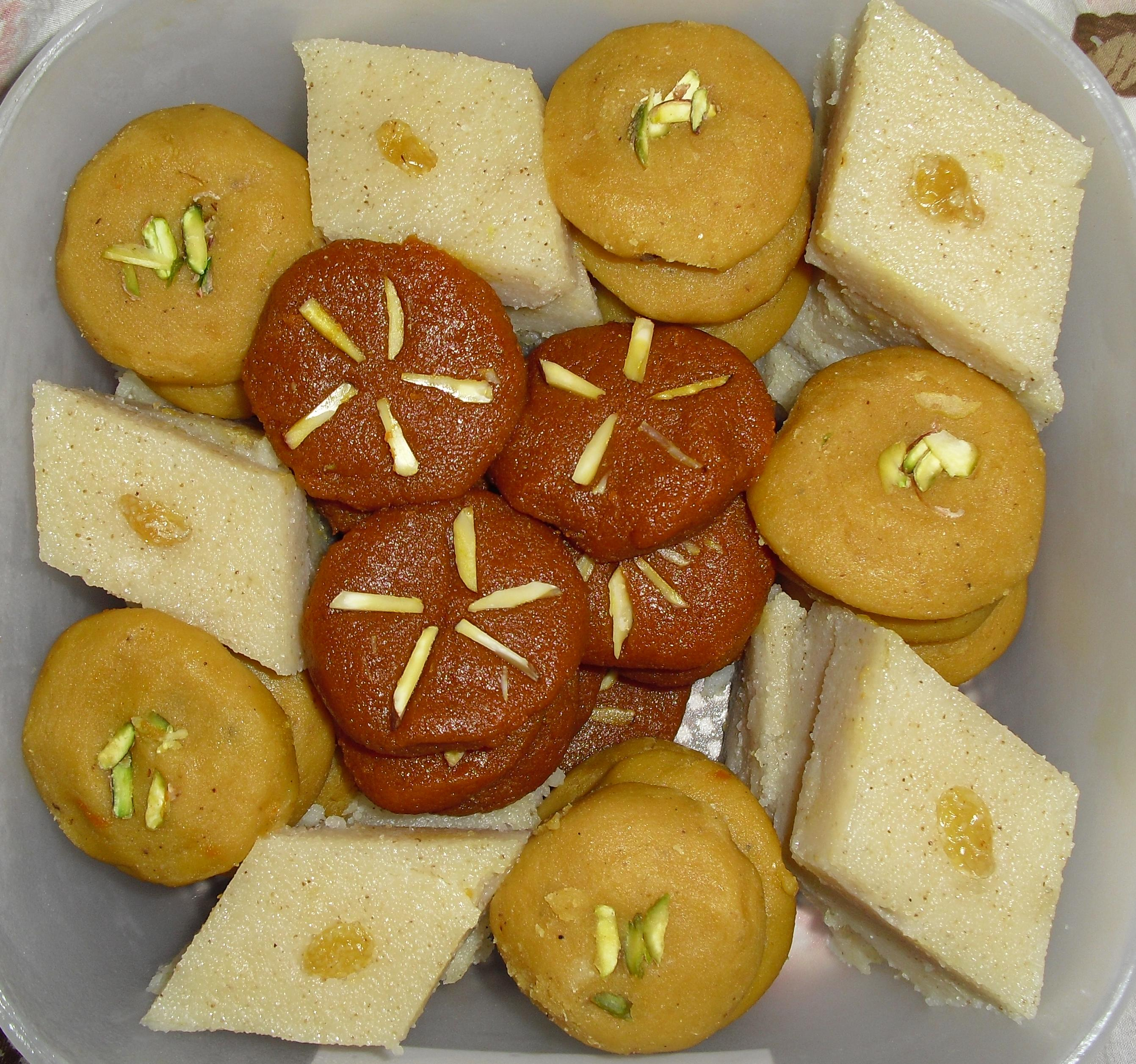
Gajar ka Halwa como mithai (círculos vermelhos no meio)

A variedade sem açúcar foi desenvolvido devido ao grande número de diabéticos na Índia e no Paquistão, a fim evitar/reduzir o açúcar na sua dieta.   Nessa variação de gajar ka halwa', o açúcar é removido da receita e um pouco mais de leite é adicionado, ao passo que a quantidade de qualquer outro conteúdo permanece o mesmo. 

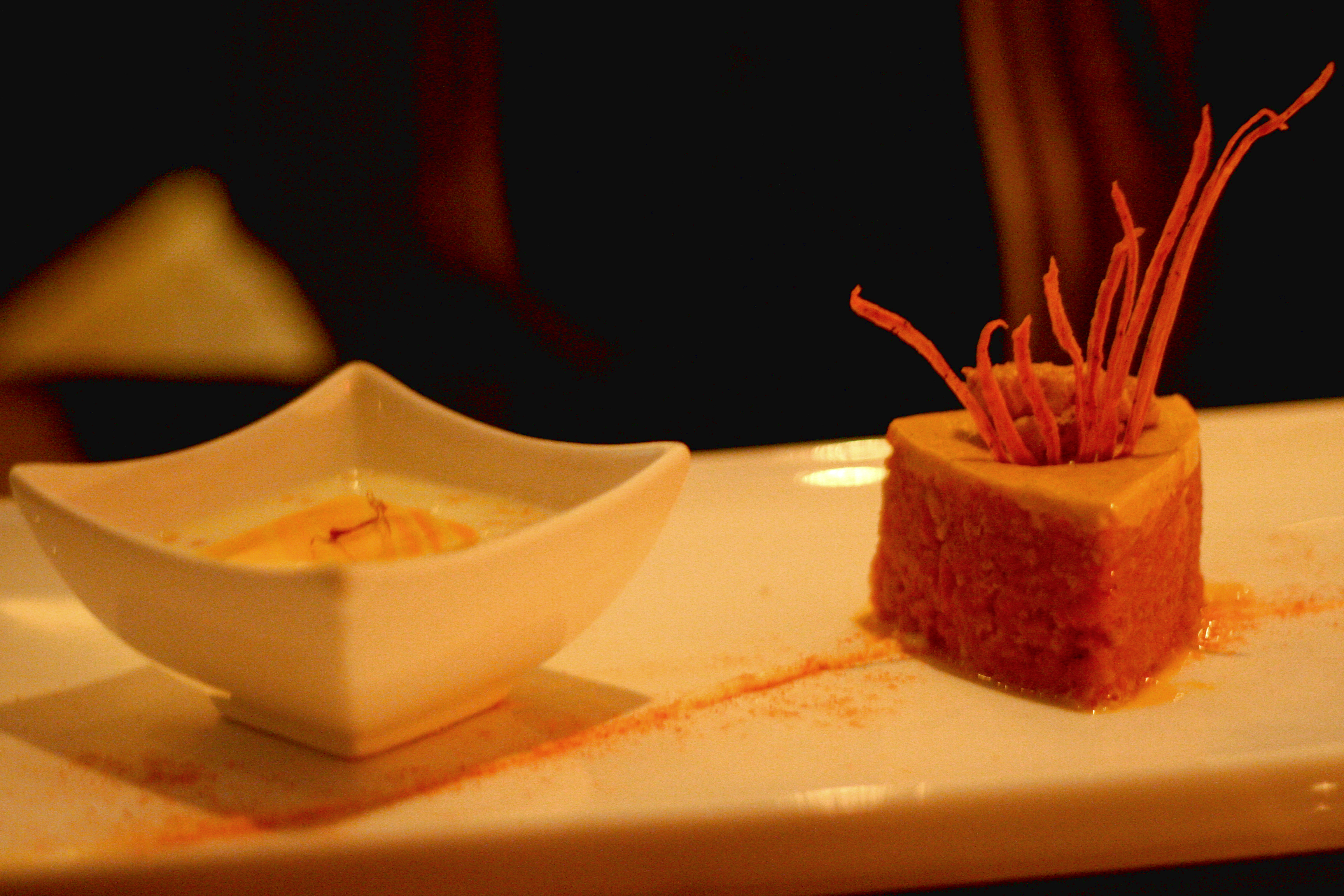
Gajar ka halwa servido com kheer

No halwa de cenoura com mamão, quantidades iguais de cenoura e mamão são utilizados. Primeiro, uma mistura de raspas de cenoura e mamão papaya é frita em ghee, por cerca de 5 minutos. O resto do processo é igual a receita básica. Esta receita tem se tornado popular recentemente por causa do sabor diferente comparado cnormal, devido à adição do mamão. O halwa de veludo vermelho também é uma versão popular, feita se aquecendo uma  quantidade de creme de  leite relativamente grande com as cenouras, açúcar, água de rosas e açafrão sobre fogo baixo.